# Lisorofis
Els lisorofis (Lysorophia) són un ordre d'amfibis aquàtics del Carbonífer i el Permià amb aspecte de petites serps. El crani té una configuració lleugera i oberta, amb gran òrbites i fosses. Els ossos intertemporal, supratemporal, postfrontal i jugal del crani han desaparegut. La mandíbula és curta, i els maxil·lars es mouen lliurement. El tors és molt allargat, les potes minúscules o absents, i la cua curta. Hi ha fins a 99 vèrtebres presacres (és a dir, sense comptar el maluc i la cua).